# Дадан, Шарль
Шарль Дадан (20 мая 1817 — 26 июля 1902) — американский пчеловод, по национальности француз. Изучил все известные в его время типы ульев и на основании своих испытаний сконструировал новый улей (впоследствии усовершенствованный швейцарцем Блаттом), использовав открытие Лангстрота о «пчелином пространстве» и низкоширокую рамку, предложенную Квинби.
Улей Дадана — Блатта получил широкое распространение в Европе, в том числе в России. Дадан долго руководил изданием «Американского пчеловодного журнала».